# كنولتون أميس
كنولتون أميس (بالإنجليزية: Knowlton Ames)‏ هو لاعب كرة قدم أمريكية أمريكي، ولد في 23 مايو 1868 في شيكاغو في الولايات المتحدة، وتوفي بنفس المكان في 23 ديسمبر 1931.